# Société royale des lettres et des sciences de Norvège
La Société royale des lettres et des sciences de Norvège (en norvégien : Det Kongelige Norske Videnskabers Selskab, DKNVS) est une société savante dont le siège est à Trondheim en Norvège. Elle a été fondée par Johan Ernst Gunnerus, Gerhard Schøning et Peter Frederik Suhm à Trondheim en 1760, sous le nom de Det Trondhiemske Selskab (Société de Trondheim), à une époque où la Norvège, possession danoise, n'avait pas encore d'université.

## Liste des dirigeants
| Identité                       | Période          | Période | Durée |
| Identité                       | Début            | Fin     | Durée |
| ------------------------------ | ---------------- | ------- | ----- |
| May Thorseth (d) (née en 1957) | 1er janvier 2020 |         |       |